# Forūdgāh-e Zarqān
Forūdgāh-e Zarqān (persiska: فرودگاه زرقان) är en flygplats i Iran.   Den ligger i provinsen Fars, i den centrala delen av landet, 700 km söder om huvudstaden Teheran. Forūdgāh-e Zarqān ligger 1 616 meter över havet.
Terrängen runt Forūdgāh-e Zarqān är kuperad söderut, men norrut är den platt. Runt Forūdgāh-e Zarqān är det ganska tätbefolkat, med 179 invånare per kvadratkilometer. Närmaste större samhälle är Lapū'ī, 6,5 km nordväst om Forūdgāh-e Zarqān. Omgivningarna runt Forūdgāh-e Zarqān är i huvudsak ett öppet busklandskap.